# Lepadogaster
Lepadogaster es un género de peces de la familia Gobiesocidae. Fue descrito por Antoine Gouan en 1770.

## Especies
- Lepadogaster candolii A. Risso, 1810
- Lepadogaster lepadogaster (Bonnaterre, 1788)
- Lepadogaster purpurea (Bonnaterre, 1788)